# 에이노 라흐야

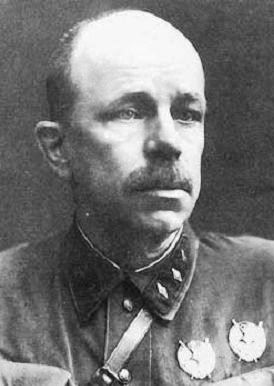

에이노 아브라모비치 라흐야(핀란드어: Eino Abramovich Rahja; 러시아어: Э́йно Абра́мович Ра́хья: 1885년 6월 20일 - 1936년 4월 26일)는 핀란드계 러시아의 정치인이다.
1903년 러시아 사회민주노동당에 입당했고, 이후 분당 사태 때 볼셰비키 쪽에 가담했다. 1917년 7월 정국에서 볼셰비키가 패배하자 레닌을 핀란드로 도피시키기도 했다. 핀란드 내전 당시 라흐야는 적핀란드 측에서 가장 유능한 군사 지휘관이었다. 내전이 적군의 패배로 끝나자 러시아 SFSR로 도피하여 거기서 여생을 보내며 붉은 군대에서 군단장 등을 지냈다.
1920년대 초 그리고리 지노비예프와 정치적으로 가까이 지내다가, 1927년 종파행위를 이유로 핀란드 공산당 중앙위원회에서 제명을 당했다. 1936년 알코올 중독으로 인한 궤양으로 사망했고 알렉산드르 넵스키 성당에 묻혔다.

## 같이 보기
- 핀랸츠키역